# Беннетт-Спрінгс (Колорадо)
Беннетт-Спрінгс (англ. Bennett) — місто (англ. town) в США, в округах Адамс і Арапаго штату Колорадо. Населення — 2862 особи (2020).

## Географія
Беннетт-Спрінгс розташований за координатами 39°44′44″ пн. ш. 104°26′35″ зх. д. / 39.74556° пн. ш. 104.44306° зх. д. (39.745605, -104.442995).  За даними Бюро перепису населення США в 2010 році місто мало площу 14,42 км², з яких 14,41 км² — суходіл та 0,02 км² — водойми.

## Демографія
Згідно з переписом 2010 року, у місті мешкало 2308 осіб у 834 домогосподарствах у складі 594 родин. Густота населення становила 160 осіб/км².  Було 898 помешкань (62/км²).
Расовий склад населення:
| - 91,8 % — білих - 1,2 % — корінних американців - 0,3 % — вихідців з тихоокеанських островів - 0,3 % — чорних або афроамериканців - 0,3 % — азіатів - 3,5 % — осіб інших рас |

До двох чи більше рас належало 2,7 %. Частка іспаномовних становила 10,7 % від усіх жителів.
За віковим діапазоном населення розподілялося таким чином: 30,5 % — особи молодші 18 років, 62,3 % — особи у віці 18—64 років, 7,2 % — особи у віці 65 років та старші. Медіана віку мешканця становила 35,2 року. На 100 осіб жіночої статі у місті припадало 104,4 чоловіків;  на 100 жінок у віці від 18 років та старших — 98,5 чоловіків також старших 18 років.
Середній дохід на одне домашнє господарство  становив 61 025 доларів США (медіана — 50 750), а середній дохід на одну сім'ю — 73 083 долари (медіана — 61 250). Медіана доходів становила 49 219 доларів для чоловіків та 28 625 доларів для жінок. За межею бідності перебувало 11,6 % осіб, у тому числі 8,2 % дітей у віці до 18 років та 11,6 % осіб у віці 65 років та старших.
Цивільне працевлаштоване населення становило 952 особи. Основні галузі зайнятості: освіта, охорона здоров'я та соціальна допомога — 22,6 %, транспорт — 14,8 %, роздрібна торгівля — 12,8 %.